# Suncook Valley Railroad
| \| \| \| von Portsmouth \| \| \| \| \| \| \| \| \| \| von Hooksett \| \| \| \| 0,00 \| Suncook NH \| Suncook NH \| \| \| \| nach Bow Junction \| \| \| \| \| \| \| \| \| \| Straßenbahn Concord (Main Street) \| \| \| \| 2,85 \| Blodgett NH \| Blodgett NH \| \| \| 8,80 \| Allenstown NH \| Allenstown NH \| \| \| 13,94 \| Short Falls NH \| Short Falls NH \| \| \| 16,13 \| Epsom NH \| Epsom NH \| \| \| 21,20 \| Chichester NH \| Chichester NH \| \| \| \| (früher North Chichester) \| \| \| \| 24,22 \| Websters Mills NH \| Websters Mills NH \| \| \| 27,44 \| Pittsfield NH \| Pittsfield NH \| \| \| 33,41 \| Barnstead NH \| Barnstead NH \| \| \| 36,07 \| Center Barnstead NH \| Center Barnstead NH \| \| \| \| (früher Centre Barnstead) \| \| |       |                                   |                                   |
| Strecke (außer Betrieb) |       | von Portsmouth                    | von Portsmouth                    |
| Verschwenkung von links (Strecke außer Betrieb) · Verschwenkung von rechts (Strecke außer Betrieb) |       |                                   |                                   |
| Strecke (außer Betrieb) · Abzweig geradeaus und von links (Strecke außer Betrieb) |       | von Hooksett                      | von Hooksett                      |
| Strecke (außer Betrieb) · Bahnhof (Strecke außer Betrieb) | 0,00  | Suncook NH                        | Suncook NH                        |
| Strecke (außer Betrieb) · Strecke (außer Betrieb) |       | nach Bow Junction                 | nach Bow Junction                 |
| Verschwenkung nach links (Strecke außer Betrieb) |       |                                   |                                   |
| Kreuzung (Strecken außer Betrieb) |       | Straßenbahn Concord (Main Street) | Straßenbahn Concord (Main Street) |
| Haltepunkt / Haltestelle (Strecke außer Betrieb) | 2,85  | Blodgett NH                       | Blodgett NH                       |
| Haltepunkt / Haltestelle (Strecke außer Betrieb) | 8,80  | Allenstown NH                     | Allenstown NH                     |
| Bahnhof (Strecke außer Betrieb) | 13,94 | Short Falls NH                    | Short Falls NH                    |
| Bahnhof (Strecke außer Betrieb) | 16,13 | Epsom NH                          | Epsom NH                          |
| Bahnhof (Strecke außer Betrieb) | 21,20 | Chichester NH                     | Chichester NH                     |
| Strecke (außer Betrieb) |       | (früher North Chichester)         | (früher North Chichester)         |
| Haltepunkt / Haltestelle (Strecke außer Betrieb) | 24,22 | Websters Mills NH                 | Websters Mills NH                 |
| Bahnhof (Strecke außer Betrieb) | 27,44 | Pittsfield NH                     | Pittsfield NH                     |
| Bahnhof (Strecke außer Betrieb) | 33,41 | Barnstead NH                      | Barnstead NH                      |
| Kopfbahnhof Streckenende (Strecke außer Betrieb) | 36,07 | Center Barnstead NH               | Center Barnstead NH               |
| |       | (früher Centre Barnstead)         |                                   |

Die Suncook Valley Railroad (SV) ist eine ehemalige Eisenbahngesellschaft in New Hampshire (Vereinigte Staaten). Sie bestand von 1849 bis 1952 und betrieb eine normalspurige Nebenstrecke durch das Suncook Valley östlich von Concord, der Hauptstadt des Bundesstaats.

## Bau der Strecke
Bereits am 4. Januar 1849 wurde die Suncook Valley Railroad gegründet. Ursprünglich sollte das Tal nach Norden an das Eisenbahnnetz angebunden werden und bei Alton Bay an die Strecke der Dover and Winnipiseogee Railroad anschließen. Als weiteres Unternehmen wurde am 6. Juli des gleichen Jahres die Suncook Valley Extension Railroad gegründet, die die Strecke weiter ins Tal hineinbauen sollte. Aufgrund einiger Proteste und Streitigkeiten über die Trassenführung scheiterte der Plan einer Eisenbahn durch das Suncook Valley jedoch zunächst, beide Gesellschaften wurden aufgelöst.
Während und nach dem Bürgerkrieg kam der Wunsch nach der Bahn erneut auf. Am 1. Juli 1863 gründete man erneut eine Gesellschaft, benannte sie wieder Suncook Valley Railroad und die Strecke wurde nun tatsächlich gebaut. Allerdings warf man die ursprünglichen Pläne komplett um und führte die Bahn von Süden aus in das Tal, wo sie in Suncook Village von der Strecke der Concord Railroad (CR) abzweigte. Aufgrund der Topographie konnte die Strecke nicht direkt in den Bahnhof Suncook eingeführt werden. Da 1862 die Strecke von Suncook in Richtung Portsmouth stillgelegt worden war, konnte ein Gleisstumpf dieser Strecke als Spitzkehre benutzt werden. Die 27,4 Kilometer lange Strecke bis Pittsfield wurde schließlich nach zwanzig Jahren Planung und Bau am 6. Dezember 1869 eröffnet.

## Zeit der Betriebsführung durch andere Bahnen
Wenige Wochen später, am Neujahrstag 1870 leaste die CR die kleine Bahngesellschaft für zunächst 42 Jahre. Später übernahm die CR auch die Betriebsführung. Die Züge fuhren in der Regel nach Concord durch. Im Jahre 1889 wurde erneut eine Suncook Valley Extension Railroad gegründet, die zu gleichen Teilen der Concord and Montreal Railroad (C&M) und der Manchester and Lawrence Railroad (M&L) gehörte. Die C&M war am 19. September 1889 durch Fusion der CR mit anderen Gesellschaften entstanden und hatte auch den Leasingvertrag mit der SV übernommen. Noch im gleichen Jahr wurde die 8,6 Kilometer lange Verlängerungsstrecke bis Center Barnstead eröffnet.
Am 29. Juni 1895 ging die Betriebsführung an die Boston and Maine Railroad über, die am gleichen Tag die C&M übernommen hatte. Der Leasingvertrag verblieb jedoch bei der C&M. Am 1. Januar 1912 lief der ursprüngliche Leasingvertrag aus und wurde dann in Zweijahresintervallen verlängert. Am 1. Januar 1916 verlängerte die C&M den Vertrag unbefristet, jedoch mit einer Ausstiegsklausel. Auf einen 60 Tage vorher eingereichten Antrag konnte die SV den Vertrag kündigen. Erst am 1. April 1921 übernahm die Boston&Maine selbst den Leasingvertrag von der C&M. Aufgrund der wirtschaftlichen Lage und des defizitären Betriebs plante die Boston&Maine 1924, die Nebenstrecke stillzulegen. Da man für das Tal darin einen Nachteil sah, löste die SV mit Wirkung vom 28. September 1924 den Leasingvertrag mit der Boston&Maine und betrieb die Strecke fortan wieder unter eigener Regie.

## Das Ende der Bahn
Da die Züge nun nicht mehr nach Concord durchfuhren, sondern die Fahrgäste in Suncook Village umsteigen mussten, gingen die Beförderungszahlen in den Folgejahren zurück. Die Beförderung von Post und Milch war das einträglichste Geschäft der Bahn, das dazu führte, dass von 1925 bis 1927 und 1929 schwarze Zahlen geschrieben werden konnten. Ein weiteres sehr einträgliches Geschäft der Bahn war in der Saison der Transport von Heidelbeeren, der der Bahn den Spitznamen Blueberry Express einbrachte. Am 30. März 1925 erwarb die SV die Suncook Valley Extension Railroad von der Boston&Maine, auf der sie bereits seit dem Ende des Leasingvertrags den Betrieb führte.
Nach der Weltwirtschaftskrise sank das Beförderungsvolumen jedoch immer weiter und die Bahn machte erhebliche Verluste. Nachdem Anfang 1935 die Boston&Maine den Personenverkehr auf dem Suncook Loop einstellte, der Strecke, an welche die SV in Suncook Village anschloss, musste die SV handeln und pachtete sie, nämlich den parallel zur Hauptstrecke Manchester–Concord führenden Abschnitt zwischen Suncook und Bow Junction von der Boston&Maine. Weiterhin erwarb die Bahn Mitbenutzungsrechte der Strecke zwischen Bow Junction und Concord. Ab 12. Mai 1936 fuhren die Züge der SV wieder bis Concord durch.
1943 wurde der Verkehr zwischen Pittsfield und Center Barnstead eingestellt. Die offizielle Stilllegung der Suncook Valley Extension Railroad erfolgte am 31. März 1947. Am 22. April 1949 endete der Dampfbetrieb und eine Diesellok übernahm die Zugleistungen. Im Juli 1951 wurde noch eine zweite Diesellok beschafft. Nachdem eine Brücke über den Suncook River baufällig geworden war, verhängte die Boston&Maine im April 1952 ein Transportembargo gegen die SV. Der letzte Zug zwischen Pittsfield und Concord fuhr am 20. Dezember 1952. Die Strecke wurde danach abgebaut.

## Unglücke und Naturkatastrophen
Das erste nennenswerte Unglück ereignete sich im November 1924, kurz nach der Verselbständigung der Bahn, zwischen Barnstead und Center Barnstead, als ein gemischter Zug entgleiste. Man führte das Unglück auf die schlechte Unterhaltung der Gleisanlagen zur Zeit der Boston&Maine zurück.
Am 19. März und 2. April 1936 zerstörten schwere Überschwemmungen Brücken und Anlagen bei Suncook. Am 24. Juli 1937 brannte der Lokschuppen in Center Barnstead ab. Zwei Güterwagen wurden dabei zerstört. Ein Hurrican zerstörte die Gleisanlagen des Suncook Loop am 5. Juli 1938. Bis zum 5. August konnte auf dieser Strecke kein Zug fahren.